# فرحات بكماز
فرحات بكماز (بالتركية: Ferhat Bıkmaz)، من مواليد 6 يوليو 1988، هو لاعب كرة قدم تركي، يلعب بمركز لاعب وسط.